# Кулішевич Олександр Васильович
Олександр Васильович Кулішевич (* 19 серпня 1962, Нововолинськ, Волинська область) — радянський та український футболіст, футбольний агент. Захисник, виступав, зокрема, за «Волинь» (Луцьк), «Чорноморець» (Одеса), СКА «Карпати» і «Карпати» (обидва — Львів).

## Життєпис
Вихованець ДЮСШ (Луцьк).
Виступав за юнацьку збірну СРСР.
Грав за «Торпедо» (Луцьк), «Чорноморець» (Одеса), СКА «Карпати» (Львів), «Карпати» (Львів), «Карпат» (Кам'янка-Бузька), «Кристал» (Херсон), а також за групу Південних військ в Угорщині.
Після завершення ігрової кар'єри був тренером-селекціонером клубів «Карпати» (Львів), «Металург» (Запоріжжя), «Анжі».
В жовтні 2006 року отримав ліцензію футбольного агента ФІФА, ставши одним з перших львів'ян у цій сфері.